# Tito Sextio Africano

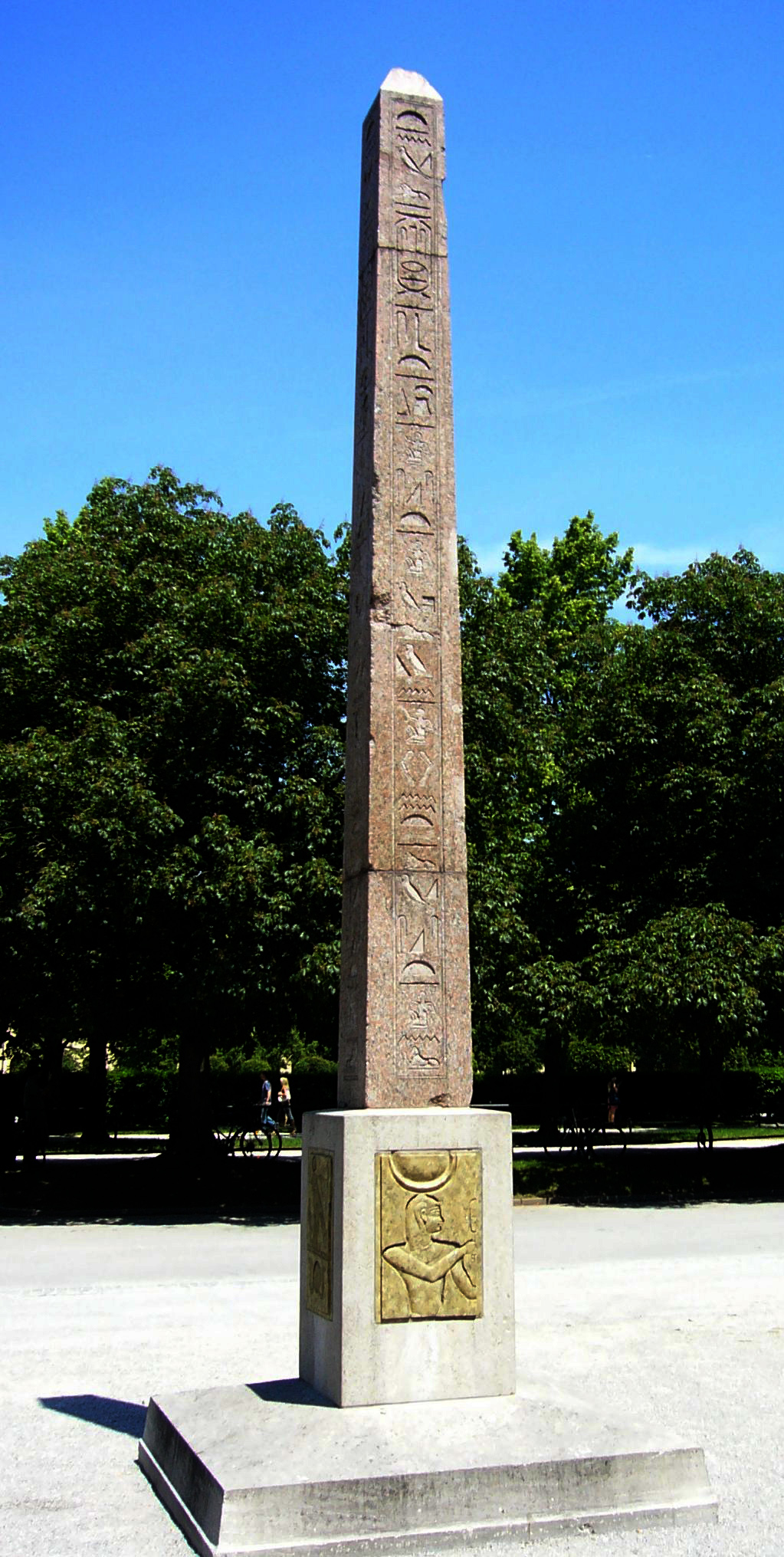
El obelisco de Tito Sextio Africano en el museo Staatliche Sammlung für Ägyptische Kunst

Tito Sextio Africano fue un senador romano que fue disuadido por Agripina de casarse con Junia Silana. Sirvió como cónsul sufecto en 59. En 62, realizó el censo de la provincia de Galia, junto con Quinto Volusio Saturnino y Marco Trebelio Máximo. Saturnino y Africano era rivales y ambos odiaban a Trebelio, quien se aprovechó de su rivalidad para que dieran lo mejor de ellos mismos. Su nombre aparece en un fragmento de los Arvales. Tito Sextio Cornelio Africano, quien sirvió de cónsul con Trajano en 112, estaba emparentado con Africano.